# Franz Brunner (pallamanista)
Franz Brunner (21 marzo 1913 – 22 dicembre 1991) è stato un pallamanista austriaco.

## Palmarès

### Olimpiadi
- Argento a Berlino 1936 nella pallamano.